# Thauria gabrieli
Thauria gabrieli är en fjärilsart som beskrevs av Brooks 1937. Thauria gabrieli ingår i släktet Thauria och familjen praktfjärilar. Inga underarter finns listade i Catalogue of Life.